# Sinus lift
Le sinus lift, aussi appelé en français greffe sinusienne ou surélévation sinusienne, est une technique de chirurgie permettant l'ajout d'os dans le but de mettre en place des implants dentaires au niveau du maxillaire postérieur.
Habituellement, cette intervention est réalisée par un chirurgien maxillo-facial, un stomatologue, un chirurgien oral ou un chirurgien dentiste. Il s'agit d'une intervention devenue relativement courante et pouvant être réalisée en cabinet, en clinique ou à l’hôpital.

## Histoire
Cette technique chirurgicale a été initialement décrite en 1977 par le Dr Hilt Tatum, chirurgien dentiste américain. Elle fut ensuite codifiée par Boyne & James dans le début des années 1980.

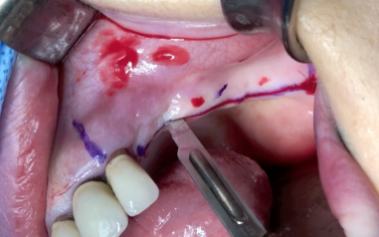
Fig 1. Incision de la gencive maxillaire gauche au bistouri.

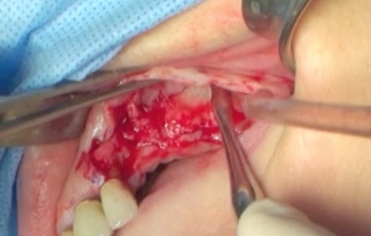
Fig 2. Décollement vers le haut de la gencive et exposition de l'os maxillaire.

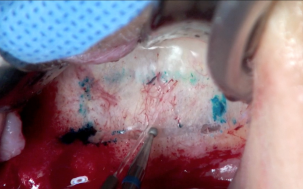
Fig 3. Réalisation de la fenêtre osseuse à la fraise boule.

## But de l'intervention
Dans le cas d’absence des dents postérieures du maxillaire, avec le temps, la hauteur d'os résiduelle au niveau de l'os alvéolaire peut devenir insuffisante pour permettre la mise en place d'implants dentaires.
Le but du Sinus Lift est de rajouter de l'os (au moins 5 mm de hauteur) pour pouvoir mettre en place en toute sécurité des implants. Plutôt que de rajouter du tissu osseux sous la gencive, la greffe sinusienne consiste à rajouter de l'os par le haut, au niveau du bas-fond du sinus maxillaire.
En France, dans la quasi-totalité des cas, cette intervention chirurgicale n'est pas prise en charge par l'assurance maladie.

## Technique chirurgicale
Cette intervention peut être réalisée sous anesthésie locale, anesthésie locale et sédation, ou anesthésie générale selon les préférences du praticien et du patient.

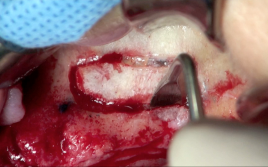
Fig 4. Décollement de la fenêtre osseuse.

Après infiltration de la muqueuse buccale, une incision (fig. 1) est pratiquée au niveau de la crête gingivale, plus ou moins associée à une incision de décharge verticale et avant et/ou en arrière. Puis le lambeau gingival est décollé et récliné vers le haut (fig. 2), laissant apparaître l'os maxillaire et la paroi antérieure et latérale du sinus maxillaire. À l'aide d'un moteur (Piezotome, fraise rotative), une fenêtre est réalisée dans l'os de la paroi sinusienne (fig. 3), en prenant soin de ne pas blesser la muqueuse du sinus. À partir de cette fenêtre qui peut être conservée ou enlevée pour servir de matériau de comblement, la muqueuse du sinus est délicatement décollée et réclinée vers le haut (fig. 4 et 5). L'espace ainsi créé est alors comblé par de l'os autologue (fig. 6) prélevé sur le patient ou, plus fréquemment aujourd'hui, par un substitut osseux synthétique ou animal (os bovin lyophilisé, hydroxyapatite, beta-TCP, céramique, sang, etc). Pour protéger le matériel de comblement, il est souvent mis en place une membrane de protection synthétique (collagène) ou dérivée du sang du patient (PRF) en regard de la fenêtre osseuse. La gencive est ensuite refermée par sutures à l'aide de fils résorbables ou non (fig. 7).

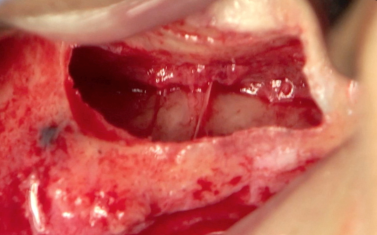
Fig 5. Décollement de la membrane sinusienne vers le haut.

## Suites opératoires
Une prescription contenant généralement des antibiotiques, des antalgiques et des bains de bouche est réalisée.
L'intervention est assez peu douloureuse mais un gonflement de la joue relativement important est quasi systématique. L'alimentation doit être adapté pendant quelques jours, plutôt molle et tiède, voire froide le premier jour. Une hygiène dentaire rigoureuse est indispensable. il est habituellement demandé au patient de ne pas se moucher pendant deux à trois semaines et d'éviter tout barotraumatisme (avion, plongée…).
Il faut attendre un minimum de trois mois de cicatrisation osseuse avant de mettre en place les implants dentaires.

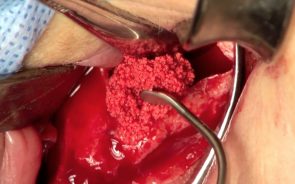
Fig 6. Comblement osseux du bas-fond sinusien (ici du beta-TCP).

## Risques et complications de l'intervention
Comme toutes interventions chirurgicales, celle-ci comporte des risques généraux ou spécifiques.

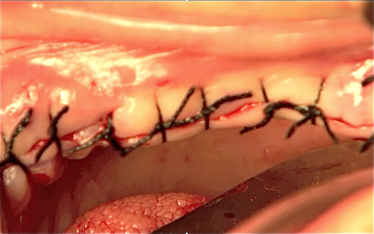
Fig 7. Suture de la gencive en fin d'intervention (ici avec du fil de soie 4/0).

### Risques généraux
-Intolérance ou allergie aux produits d'anesthésie,
-Saignement,
-Infection du site opératoire (cellulite).

### Risques spécifiques
-Sinusite aiguë maxillaire,
-Perte du produit de comblement entraînant l'échec plus ou moins complet de la procédure. Ceci peut parfois conduire à devoir recommencer l'intervention.